# Trụ sở Tòa án nhân dân Thành phố Hồ Chí Minh

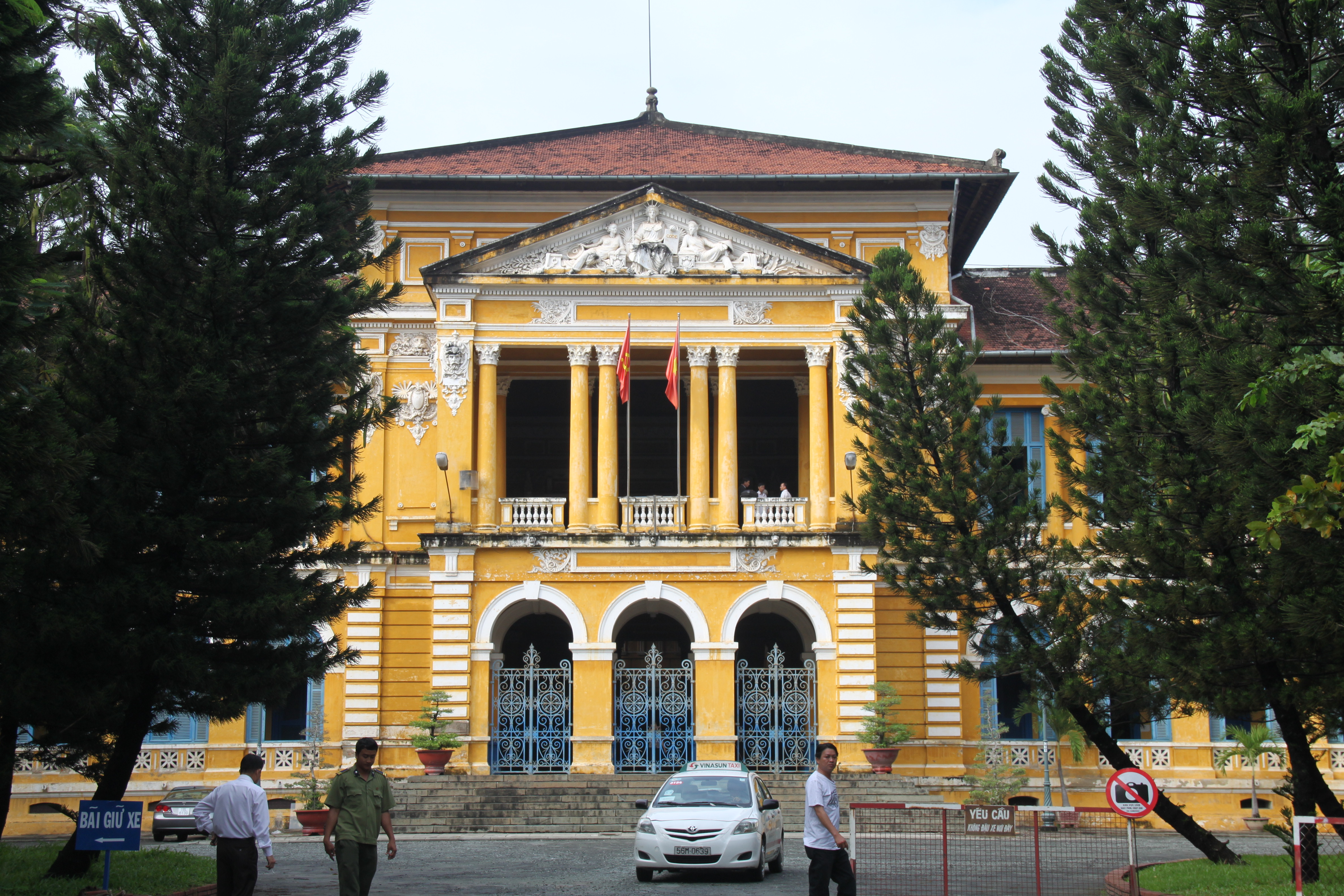
Một góc trụ sở Tòa án nhân dân Thành phố Hồ Chí Minh

Trụ sở Tòa án nhân dân Thành phố Hồ Chí Minh là tòa nhà tại địa chỉ số 131 đường Nam Kỳ Khởi Nghĩa, phường Bến Thành, Quận 1, ngay trung tâm thành phố.

## Lịch sử

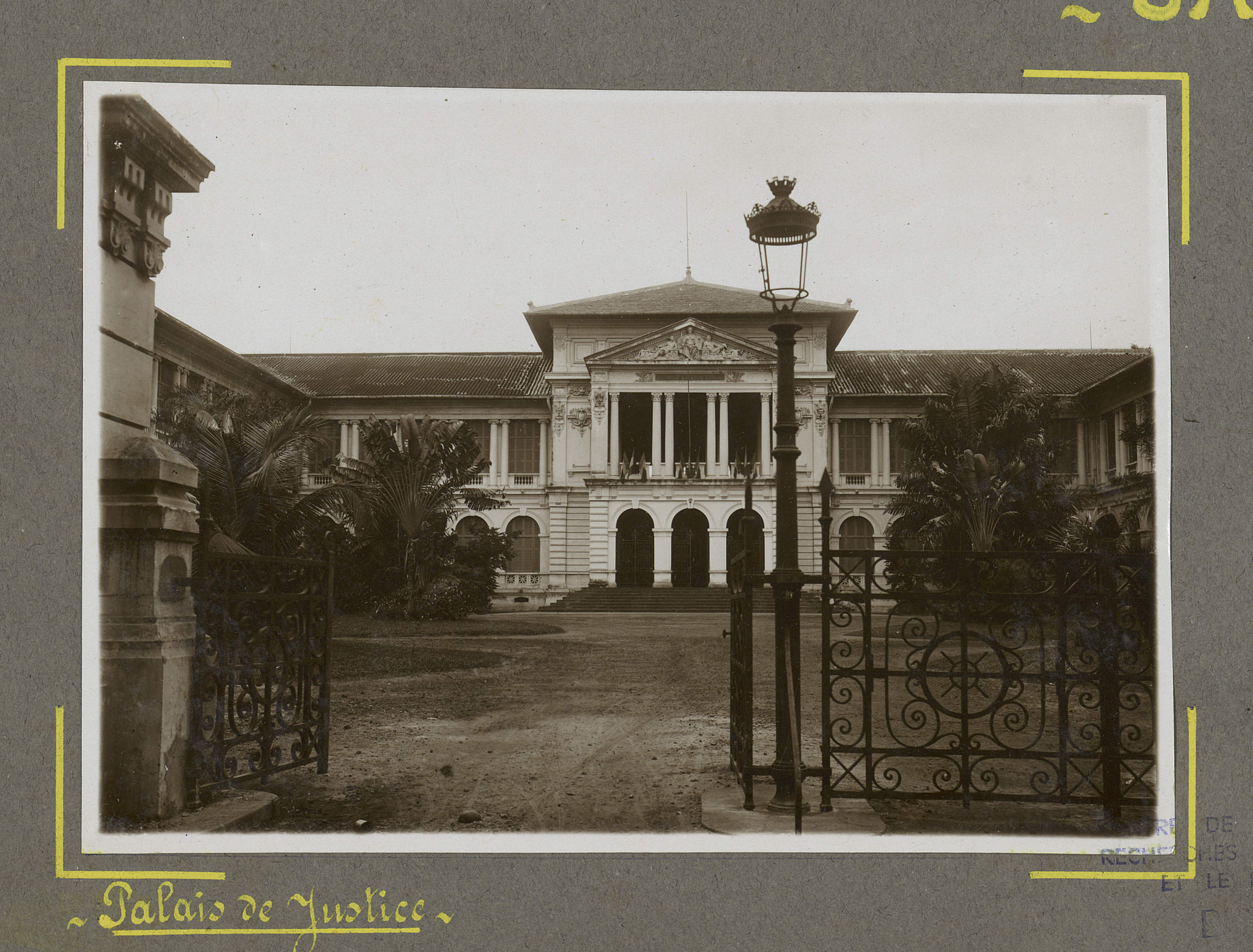
Pháp đình Sài Gòn vào khoảng năm 1930

Tòa nhà là công trình xây từ năm 1881 đến 1885 thì hoàn tất do Foulhoux và Bourard thiết kế, gọi là Tòa đại hình Sài Gòn (tiếng Pháp: Tribunal de Saigon) nằm trên đường Mac Mahon.
Năm 1898 thì cơ sở này đổi thành Tòa hình sự Sài Gòn (Cour criminelle de Saigon) kiêm Tòa Thượng thẩm Đông Dương (Cour d'appel de l'Indochine). Năm 1919 thì đây là Tòa Thượng thẩm Nam Kỳ (Cour d'appel de Cochinchine).
Sang thời Việt Nam Cộng hòa thì tòa nhà này giữ chức năng cũ dưới chính thể mới và hoạt động là Tòa Thượng thẩm Sài Gòn, thường gọi là Pháp đình Sài Gòn. Cũng vì vị trí của cơ sở tư pháp này mà con đường thời Pháp thuộc đổi tên thành đường Công Lý. Luật sư đoàn Sài Gòn cũng đặt văn phòng ở đây.